# بن جلوس
بن جلوس (انگلیسی: Ben Jealous؛ زادهٔ ۱۸ ژانویهٔ ۱۹۷۳) سیاست‌مدار و یک رهبر جنبش مدنی آمریکایی است. او نامزد فرمانداری مریلند در انتخابات آمریکا بود که در ۶ نوامبر ۲۰۱۸ برگزار شد.

## فعالیت‌ها
جلوس رئیس و مدیر اجرایی پیشین انجمن ملی پیشرفت رنگین‌پوستان بوده‌استوی همچنین رئیس هیئت مدیره صندوق انتخابات جنوبی است و با میچ کپور همکاری دارد. جلوس در سن ۳۵ سالگی به عنوان جوان‌ترین رئیس انجمن ملی پیشرفت رنگین‌پوستان برگزیده شد.